# Campeonato Argentino de Futebol de 1943
O Campeonato Argentino de Futebol de 1943 foi a décima terceira temporada da era profissional da Primeira Divisão do futebol argentino. O certame foi disputado em dois turnos de todos contra todos, entre 18 de abril e 5 de dezembro. O Boca Juniors sagrou-se campeão argentino, pela décima primeira vez.

## Participantes
| Equipe             | Cidade       |
| ------------------ | ------------ |
| Atlanta            | Buenos Aires |
| Banfield           | Banfield     |
| Boca Juniors       | Buenos Aires |
| Chacarita Juniors  | Buenos Aires |
| Estudiantes        | La Plata     |
| Ferro Carril Oeste | Buenos Aires |
| Gimnasia y Esgrima | La Plata     |
| Huracán            | Buenos Aires |
| Independiente      | Avellaneda   |
| Lanús              | Lanús        |
| Newell's Old Boys  | Rosario      |
| Platense           | Buenos Aires |
| Racing Club        | Avellaneda   |
| River Plate        | Buenos Aires |
| Rosario Central    | Rosario      |
| San Lorenzo        | Buenos Aires |

## Classificação final
| Pos | Equipes               | J  | V  | E  | D  | GM | GS | Pts |
| --- | --------------------- | -- | -- | -- | -- | -- | -- | --- |
| 1   | Boca Juniors          | 30 | 18 | 9  | 3  | 79 | 42 | 45  |
| 2   | River Plate           | 30 | 19 | 6  | 5  | 74 | 38 | 44  |
| 3   | San Lorenzo           | 30 | 14 | 7  | 9  | 72 | 53 | 35  |
| 4   | Huracán               | 30 | 13 | 5  | 12 | 52 | 51 | 31  |
| 4   | Estudiantes LP        | 30 | 12 | 7  | 11 | 53 | 53 | 31  |
| 6   | Independiente         | 30 | 12 | 6  | 12 | 61 | 50 | 30  |
| 6   | Platense              | 30 | 12 | 6  | 12 | 52 | 52 | 30  |
| 6   | Racing Club           | 30 | 11 | 8  | 11 | 54 | 58 | 30  |
| 9   | Rosario Central       | 30 | 11 | 7  | 12 | 53 | 54 | 29  |
| 10  | Lanús                 | 30 | 10 | 8  | 12 | 59 | 58 | 28  |
| 11  | Atlanta               | 30 | 10 | 7  | 13 | 57 | 70 | 27  |
| 12  | Newell's Old Boys     | 30 | 8  | 10 | 12 | 44 | 54 | 26  |
| 12  | Chacarita Juniors     | 30 | 8  | 10 | 12 | 42 | 59 | 26  |
| 14  | Banfield              | 30 | 9  | 7  | 14 | 50 | 68 | 25  |
| 15  | Ferro Carril Oeste    | 30 | 8  | 7  | 15 | 41 | 60 | 23  |
| 16  | Gimnasia y Esgrima LP | 30 | 7  | 6  | 17 | 54 | 77 | 20  |

|  |            |
|  | Campeão.   |
|  | Rebaixado. |

## Premiação
| Campeonato Argentino de Futebol de 1943 |
| --------------------------------------- |
| Boca Juniors Campeão (11° título)       |

## Goleadores
| Jogador | Jogador         | Gols | Equipe       |
| ------- | --------------- | ---- | ------------ |
|         | Luis Arrieta    | 23   | Lanús        |
|         | Raúl Frutos     | 23   | Platense     |
|         | Ángel Labruna   | 23   | River Plate  |
|         | Jaime Sarlanga  | 21   | Boca Juniors |
|         | Severino Varela | 20   | Boca Juniors |